# Emma Finucane
Emma Finucane (Carmarthen, 22 december 2002), is een baanwielrenster uit Wales, Verenigd Koninkrijk.

## Carrière
In 2022 won Finucane twee bronzen medailles op de Gemenebestspelen 2022 in Birmingham, op de onderdelen sprint en teamsprint. In 2023 nam ze voor de tweede maal deel aan de wereldkampioenschappen baanwielrennen. Op het onderdeel teamsprint won ze brons met Lauren Bell en Sophie Capewell. In hetzelfde jaar werd ze wereldkampioen op het onderdeel sprint.
Bij haar eerste deelname aan de Olympische Zomerspelen in 2024 won ze goud op het onderdeel teamsprint met Katy Marchant en Capewell.

## Palmares
| Jaar        | BK                                  | EK                                                     | WK                                                  | Overige                                                                 |             |
| Als belofte | Als belofte                         | Als belofte                                            | Als belofte                                         | Als belofte                                                             | Als belofte |
| ----------- | ----------------------------------- | ------------------------------------------------------ | --------------------------------------------------- | ----------------------------------------------------------------------- | ----------- |
| 2021        |                                     | teamsprint · 5e tijdrit (500m) · 5e keirin · 9e sprint |                                                     |                                                                         |             |
| 2022        |                                     |                                                        |                                                     |                                                                         |             |
| 2023        |                                     | sprint                                                 |                                                     |                                                                         |             |
| Als elite   |                                     |                                                        |                                                     |                                                                         |             |
| 2019        | 4e 500m tijdrit 7e keirin           |                                                        |                                                     |                                                                         |             |
| 2020        | keirin · tijdrit (500m) · 7e sprint |                                                        |                                                     |                                                                         |             |
| 2021        |                                     |                                                        |                                                     |                                                                         |             |
| 2022        | keirin · tijdrit (500m) · sprint    | 7e teamsprint                                          | teamsprint · 11e tijdrit (500m)                     | Gemenebestspelen: · sprint · teamsprint · 4e keirin · 5e tijdrit (500m) |             |
| 2023        | keirin · sprint · tijdrit (500m)    | keirin · teamsprint · 6e sprint                        | sprint · teamsprint · 16e keirin                    |                                                                         |             |
| 2024        |                                     | sprint · keirin · teamsprint                           | teamsprint · sprint · 4e tijdrit (500m) · 4e keirin | Olympische Spelen: · teamsprint · keirin · sprint                       |             |

2012: Welte, Vogel ·
2016: Gong, Zhong ·
2020: Bao, Zhong ·
2024: Capewell, Finucane, Marchant